# Carlos Eduardo Moreira Ferreira
Carlos Eduardo Moreira Ferreira GOMI • ComMM (São Paulo, 9 de março de 1939 – São Paulo, 1 de maio de 2022) foi um advogado, empresário e político brasileiro.
Bacharel pela Faculdade de Direito da Universidade de São Paulo, foi advogado militante, com escritório na capital paulista, juntamente com o ex-presidente do São Paulo Futebol Clube, Marcelo Portugal Gouvêa, até a morte deste no final de 2008.
Em 1996, Ferreira foi admitido pelo presidente Fernando Henrique Cardoso à Ordem do Mérito Militar no grau de Comendador especial. No ano seguinte, foi agraciado com o grau de Grande-Oficial da Ordem do Mérito Empresarial, classe Industrial, de Portugal.

## Cargos
- Foi eleito deputado federal nas eleições gerais de 1998 pelo  PFL, no estado de São Paulo.
- Foi presidente da Federação e do Centro das Indústrias do Estado de São Paulo  (FIESP/CIESP),
- Presidente dos Conselhos Regionais de São Paulo do Serviço Nacional de Aprendizagem Industrial (SENAI) e do Serviço Social da Indústria (SESI) e, também, seu Diretor Regional por igual período.
- Presidente do Instituto Roberto Simonsen (IRS).
- Presidiu os Conselhos de Administração e Consultivo da Companhia Paulista de Energia Elétrica, da Companhia Jaguari de Energia e da Companhia Sul Paulista de Energia.
- Primeiro vice-presidente da Confederação Nacional da Indústria.
- Assumiu a presidência da CNI , nos períodos de 3 de agosto de 1999 a 17 de setembro de 2001, e de 5 de junho a 8 de outubro de 2002.
- Em 16 de novembro de 1999, foi eleito diretor da Empresa Elétrica Bragantina S/A, cargo do qual se acha licenciado por estar exercendo mandato legislativo federal.
- É membro do conselho consultivo da Câmara de Comércio e Indústria Brasil - Alemanha de São Paulo.
- É um dos membros do conselho diretor do Comitê Brasileiro da Câmara de Comércio Internacional, eleitos na assembléia geral realizada em 30 de janeiro de 2001, para o período de 2001 a 2004.
- É cotista majoritário da Agropecuária Santa Cruz da Serra Ltda.